# L'Escale
L'Escale is een gemeente in het Franse departement Alpes-de-Haute-Provence (regio Provence-Alpes-Côte d'Azur). De gemeente telde 1.402 inwoners op 1 januari 2022. De plaats maakt deel uit van het arrondissement Forcalquier.

## Geografie
De oppervlakte van L'Escale bedroeg op 1 januari 2022 20,36 vierkante kilometer; de bevolkingsdichtheid was toen 68,9 inwoners per km².
De onderstaande kaart toont de ligging van L'Escale met de belangrijkste infrastructuur en aangrenzende gemeenten.

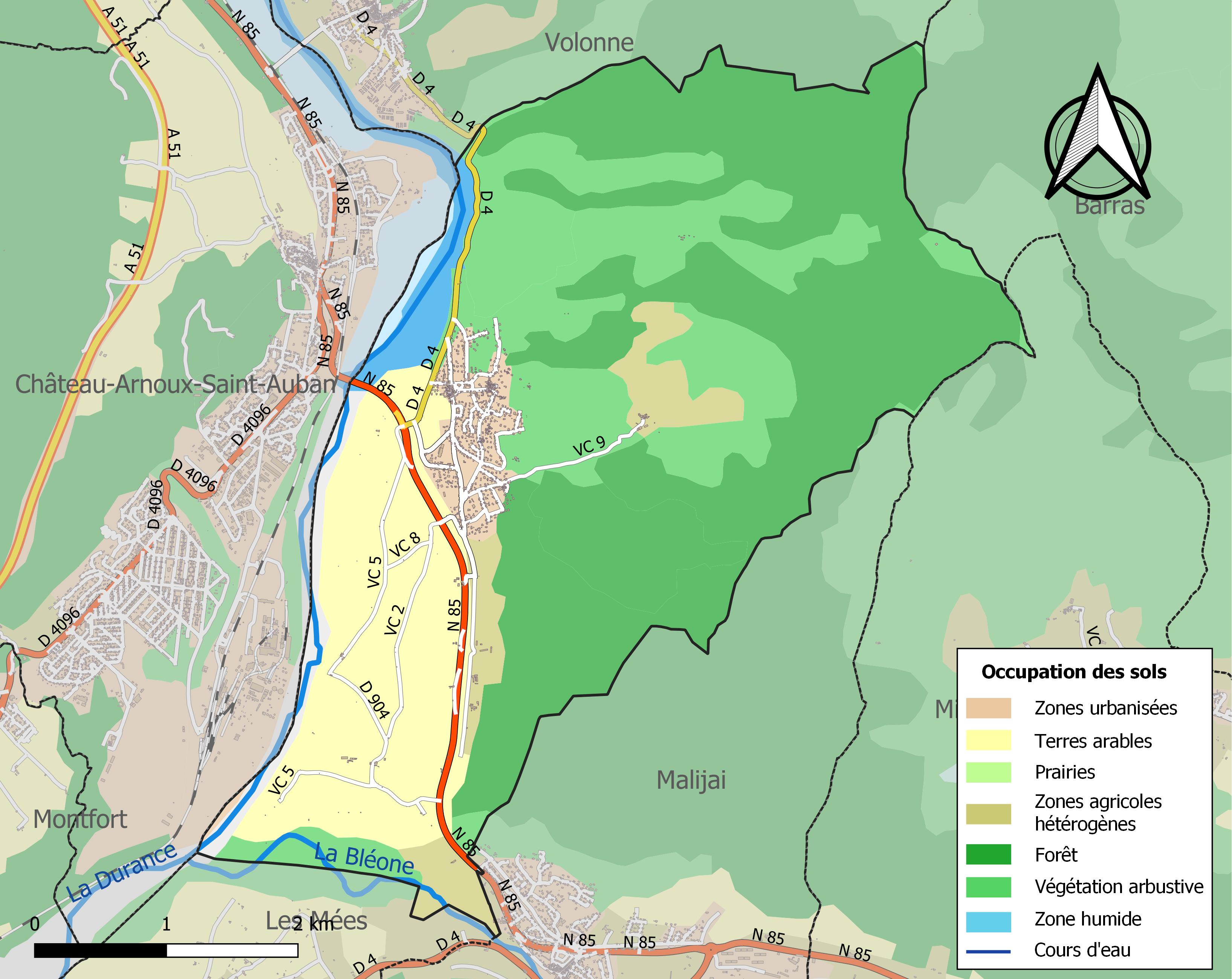

## Demografie
Onderstaande figuur toont het verloop van het inwonertal (bron: INSEE-tellingen).
Vanwege een beveiligingsprobleem met de MediaWiki Graph-software is het momenteel niet mogelijk deze grafiek weer te geven. Zodra de software is bijgewerkt zal de grafiek vanzelf weer zichtbaar worden.